# Le Journal d'un ingénu
Le Journal d'un ingénu est la cent-quinzième histoire de la série Spirou et Fantasio d'Émile Bravo. Elle est publiée pour la première fois dans Spirou du no 3638 au no 3647. Il s'agit de la quatrième histoire de la collection Le Spirou de….
L'album obtient le prix des libraires de bande dessinée et le prix Saint-Michel du meilleur album francophone en 2008. Retenu en Sélection officielle du Festival d'Angoulême 2009, il est classé dans une liste de cinq albums essentiels de l'année. La même année, il est distingué en Allemagne par le prix Peng ! du meilleur album européen.

## Résumé
Prologue La loi du plus fort (réédition 2018).
En 1938 Spirou est pensionnaire à l’orphelinat catholique de Saint-Pancrace. Avec son camarade René, ils sont exclus de l’orphelinat par des prêtres bornés et Spirou devient groom au Moustic Hôtel. On y apprend l'origine de Spip et celle du nom d'emprunt Spirou.
Chapitre 1 Comment la raison vient aux enfants.
L'histoire commence à l'été 1939. Spirou est alors un très jeune groom au Moustic Hôtel, à Bruxelles. Trois diplomates polonais arrivent à l'hôtel, de même que Karl Von Glaubitz, représentant de l'Allemagne nazie : ils sont venus mener dans un pays neutre des négociations de la dernière chance, pour éviter la guerre qui se profile. Spirou rencontre également le boxeur français Alphonse Choukroune venu passer quelque temps avec son amante, la couturière Caroline Delastre, dans l’hôtel bruxellois ; Choukroune le prend sous son aile, et le protège contre le portier Entresol.

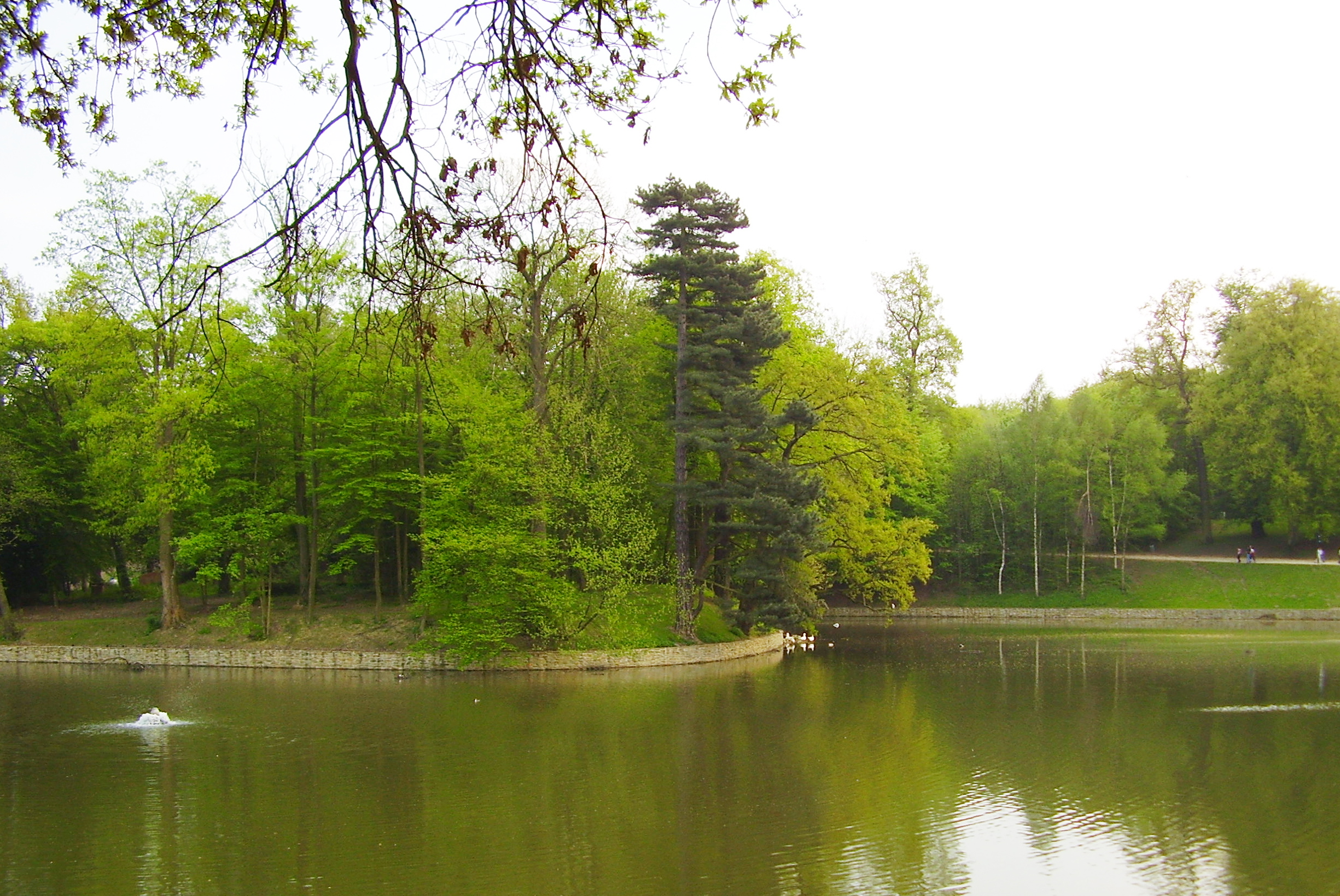
Le Bois de la Cambre est le lieu où Spirou a rendez-vous avec Kassandra.

Spirou rencontre une soubrette de l'hôtel, qui lui pose des questions sur les clients de l'hôtel ; mais elle est déçue quand elle découvre que Spirou n'a des informations que sur Alphonse Choukroune et Caroline Delastre. Dans le même temps, Spirou fait également la connaissance d'un hurluberlu du nom de Fantasio, journaliste au journal Moustique, qui essaie de lui soutirer des informations sur les célébrités fréquentant l'hôtel. Spirou est par ailleurs obligé d’emporter partout son écureuil Spip qui a failli se tuer en mangeant les fils électriques de sa chambre ; il ignore que le choc électrique a mystérieusement « réveillé la conscience » de l'animal, qui est désormais doté d'une intelligence humaine.
La soubrette se promène avec Spirou au Bois de la Cambre, mais elle écourte soudain leur rendez-vous. Spirou l'aperçoit parlant avec un homme, censé être son père. Il oublie en outre de demander son nom à sa nouvelle amie, mais a le temps d'apprendre que la jeune fille est d’origine polonaise et allemande, et juive de surcroît.
Chapitre 2 Comment la raison quitte les hommes.
Au Moustic Hôtel, les Polonais poursuivent des négociations tendues avec von Glaubitz.  Spip étant pris pour un rat par les clients de l'hôtel, Spirou le cache dans la grande suite après le départ de Choukroune et Caroline Delastre. Fantasio ayant découvert que ces derniers se retrouvaient à l'hôtel, il se précipite à sa rédaction - suivi par Spirou - pour y révéler son « scoop ». Mais  et réussit à établir que madame Delastre y a séjourné, mais Spirou le suit à la rédaction du Moustique. Mais les journalistes viennent d'apprendre la signature du pacte germano-soviétique, ce qui semble augurer de l'imminence d'une guerre, et ne trouvent aucun intérêt au scoop de Fantasio. Spirou est par contre attentivement écouté lorsqu’il révèle par inadvertance la présence de Von Glaubitz et des Polonais à l’hôtel.
Fantasio, qui veut se réserver le scoop entourant les diplomates, ment à son patron en lui indiquant que les négociations se déroulent à l'hôtel Excelsior ; il convainc ensuite Spirou de l'accompagner au Moustic Hôtel et de prendre des photos pour son reportage. Spirou se sépare de lui dans les vestiaires de l'hôtel et retrouve la jeune soubrette dont il est amoureux, en train de pleurer. Désespérée par la nouvelle du pacte germano-soviétique, elle lui explique qu’elle va devoir partir en Ukraine, sans donner d'explications. 
En cherchant Spip échappé de la suite, la jeune fille et Spirou entrent dans le salon où ont lieu les négociations. Spirou suggère alors aux diplomates une solution qui pourrait régler la question du corridor de Dantzig et éviter la guerre. Von Glaubitz accepte d'appeler son gouvernement pour leur proposer cette solution, mais les fils téléphoniques ont été coupés.
Alors que les diplomates, suivis par Spirou et la jeune fille, cherchent une ligne téléphonique, Fantasio surgit et tente d'obtenir une interview. Von Glaubitz réagit avec violence, et Fantasio le frappe. Le nazi s'en va alors furieux, en déclarant que les négociations sont rompues et en promettant la guerre à la Pologne et à la Belgique.
Quelques jours plus tard, l'Allemagne, puis l'URSS, envahissent la Pologne. Spirou rencontre un photographe qu'il avait croisé lors de sa promenade au bois ; l'homme lui révèle être un agent de la police belge, et lui pose des questions sur la jeune soubrette. Il lui apprend qu'il s'agissait d'une espionne du Komintern, et que l'homme censé être son père était un agent du NKVD. La jeune fille, trop idéaliste, a été renvoyée en Ukraine où elle est probablement morte victime des purges staliniennes. Le policier révèle également à Spirou le nom de la soubrette : Kassandra Stahl.
Dépité, Spirou retrouve Fantasio, qui s'est retrouvé mobilisé dans l’armée belge après son licenciement du Moustique. Ensemble, ils conviennent qu’après la guerre, ils resteront amis et deviendront reporters. Spirou décide que, même après avoir changé de métier, il conservera son uniforme de groom, en souvenir d'une personne qui lui était chère.
Dans un court épilogue, Spip révèle à ses congénères qu'il a provoqué une guerre en rongeant les fils téléphoniques, afin de débarrasser le monde des êtres humains.  Mais les autres écureuils ont une intelligence normale de rongeurs et ne le comprennent pas ; Spip rejoint alors son maître, désespéré par sa condition d'animal conscient.

## Personnages
- Spirou : groom au Moustic Hôtel.
- Fantasio : journaliste au Moustique.
- Spip : l'écureuil domestique de Spirou.
- Jean-Baptiste Entresol : portier du Moustic Hôtel.
- Kassandra Stahl (première apparition) : soubrette au Moustic Hôtel et membre du Komintern
- Karl Von Glaubitz (première apparition) : diplomate de l'Allemagne nazie.
- Reinhard Heydrich (première apparition) : général SS de l'Allemagne nazie et supérieur de Karl Von Glaubitz
- Ostrowsky (première apparition) : diplomate polonais.
- Gradnyc (première apparition) : diplomate polonais.
- Buzek (première apparition) : diplomate polonais.
- Alphonse Choukroune (première apparition) : boxeur juif français.
- Caroline Delastre (première apparition) : grande couturière française.
- Gisèle : standardiste au Moustic Hôtel
- Père de Kassandra Stahl : agent du NKVD (services secrets soviétiques)
- Tintin (mentionné seulement) : reporter belge du Petit Vingtième comparé à Spirou

## Publication

### Revues
La première publication s'est faite dans le magazine Spirou, du no 3638 (dont il fait la couverture) au no 3647.
Le prologue de 5 pages La loi du plus fort est publié dans le numéro 3653 (spécial 70 ans de Spirou) du 16 avril 2008 comme aventure indépendante.

### Album
- Tirage de tête par Dupuis en avril 2008 : Cet album broché réservé et envoyé aux libraires et à la presse avant la parution est tiré à 2000 exemplaires, contient l'album en version crayonnée, ainsi que quelques pages encrées ou en couleurs, et n'est ni numéroté, ni signé.
- Tirage limité par Album en juin 2008 : Avec un dos toilé et une couverture inédite, il est tiré à 450 exemplaires et contient l'album en version couleur ainsi qu'un carnet graphique avec crayonnés, formant un album de plus de 90 pages au total. Il est numéroté et signé par l'auteur.
- Tirage limité par Boulevard des Bulles annoncé en septembre 2008.
- L'édition 2018 ("nouvelle édition augmentée") incorpore pour la première fois le prologue de 5 planches La loi du plus fort.